# Claire Carnat
 (août 2011).
Si vous disposez d'ouvrages ou d'articles de référence ou si vous connaissez des sites web de qualité traitant du thème abordé ici, merci de compléter l'article en donnant les références utiles à sa vérifiabilité et en les liant à la section « Notes et références ».
Claire Alice Marie Carnat, née le 2 mars 1909 à Yzeure dans l’Allier et décédée le 15 décembre 1953 à Garnat-sur-Engièvre, est une marionnettiste française.

## Biographie
Claire Carnat étudie six années à l’école municipale de Dessin et d’Arts appliqués à l’industrie de la ville de Paris, rue Duperré, et obtient son diplôme en Dessin industriel spécialisé en gainerie et tabletterie, le 31 juillet 1930.
Elle rencontre en 1931 son futur époux, l’artiste d’origine hongroise Constant Detré, professeur à l’académie Julian, et crée de toutes pièces avec lui un théâtre de marionnettes à fils pédagogique nommé Théâtre Coucou, qui se produit de 1932 à 1939 tant à Paris qu’en province.
Elle collabore avec la maison de jouets Reifenberg & Frères, 33 rue du Louvre, qui avait, entre autres, un rayon de jouets important, pour laquelle elle crée de nombreux prototypes : jouets en moleskine en toile cirée et autres matériaux, de 1939 à 1951. Parallèlement elle crée une collection de jouets, vendue dans la même maison sous la marque déposée Claire Carnat. Les Etablissements Clodrey reprendront la gestion du rayon "Jouets" en 1952, elle continuera donc sa collaboration avec eux jusqu'à son décès en 1953.
Son époux décédé en 1945, elle crée en 1952 un nouveau théâtre de marionnettes à gaines plus faciles à manipuler pour les méthodes actives (Montessori, Decroly) et les jardins d'enfants. Elle meurt le 15 décembre 1953.